# Cândido Augusto Pereira Franco
Cândido Augusto Pereira Franco (? — ?) foi um político brasileiro.
Foi 1º vice-presidente da província de Alagoas, nomeado por carta imperial de 29 de setembro de 1881, assumindo a presidência interinamente de 26 de fevereiro a 16 de março de 1882.